# Responsible Care

Das Logo der Initiative

Responsible Care (deutsch: verantwortliches Handeln) ist eine Initiative der chemischen Industrie mit der Zielsetzung, unabhängig von gesetzlichen Vorgaben nach einer ständigen Verbesserung der Unternehmen in den Bereichen Umwelt, Sicherheit und Gesundheit zu streben und diesen Fortschritt regelmäßig öffentlich aufzuzeigen. Mit Responsible Care möchte die chemische Industrie einen Beitrag zur Lösung der globalen (Umwelt)Probleme in den Bereichen leisten, die in ihren Verantwortungs- und Einflussbereich fallen. International steht für die Initiative das geschützte charakteristische Logo  mit zwei Händen, die eine gedachte chemische Verbindung umgreifen.

## Geschichte
Die Initiative war eine Reaktion auf das schlechte Image, das die Chemie-Industrie aufgrund verschiedener Unfälle und Büchern wie Der stumme Frühling in der Bevölkerung hatte. Nach der Katastrophe von Bhopal, welche das Ansehen der Branche noch tiefer sinken ließ, erarbeiten im Jahr 1984 Mitgliedsfirmen des kanadischen Verbandes der Chemieindustrie CCPA Grundsätze für Responsible Care. Einige Jahre später wurden diese Grundsätze vom Verband der Europäischen chemischen Industrie CEFIC mit dem Ziel übernommen, das Programm in allen nationalen Chemieverbänden Europas zu implementieren. Damit war die Chemie-Industrie einer der ersten Branchen, die das Konzept der Corporate Social Responsibility durch ihren Interessenverband propagierte. Auf internationaler Basis wird das Konzept vom 1989 gegründetem  International Council of Chemical Associations reflektiert.
In Deutschland gibt es die Initiative seit 1992. Sie wird vom Verband der Chemischen Industrie (VCI) geleitet. Über ein Partnerschaftsabkommen ist der Handel durch den Verband Chemiehandel (VCH) eingebunden. Der Bundesarbeitgeberverband Chemie und die Gewerkschaft IG Bergbau, Chemie, Energie beteiligen sich über ein Sozialpartnerabkommen.

## Kritik
Die Initiative, die vor allem eine Selbstbewertung der Industrie sei, blieb nicht ohne Kritiker. So kamen beispielsweise King und Lenox (2000) zu dem Ergebnis, dass die Teilnahme an Responsible Care im Vergleich zu Nicht-Mitgliedern keinen Effekt auf die Umweltleistung der Unternehmen habe und vor allem solche Unternehmen Mitglieder der Initiative werden, die mit besonders gefährlichen Chemikalien arbeiten.

## Aufgabenfelder
Der allgemeine Rahmen von Responsible Care umfasst 6 Aufgabenfelder:
- Umweltschutz: Produkte und Produktionsverfahren sollen stetig sicherer und umweltfreundlicher gemacht werden.
- Produktverantwortung: Alle Informationen, die zur Beurteilung eines Produktes hinsichtlich seiner Wirkungen auf die Gesundheit, Umwelt und Sicherheit notwendig sind, werden ermittelt. Die Vermarktung von Produkten wird eingeschränkt oder gar deren Produktion ganz eingestellt, falls nach den Ergebnissen einer Risikobewertung die Vorsorge zum Schutz vor Gefahren für Gesundheit und Umwelt dies erfordert.
- Arbeitssicherheit/Gesundheitsschutz und Anlagensicherheit/Gefahrenabwehr: Das Sicherheitsniveau der Produktionsprozesse und die Arbeitssicherheit werden ständig weiterentwickelt.
- Transportsicherheit: Durch das stetige Verbessern bestehender und das Entwickeln neuer Verfahren und Techniken für Transport, Umschlag oder Lagerung soll das Transportrisiko ständig verringert werden.
- Dialog: Der Dialog ist ein wichtiges Instrument für die Schaffung von Vertrauen und Akzeptanz. Dialog im Sinne von Responsible Care bedeutet Meinungen und Wünsche von Mitarbeitern, Kunden und der Öffentlichkeit aktiv aufnehmen und so weit wie möglich in die Unternehmenszielen zu integrieren.